# Ernest Riedel
Ernest W. Riedel (ur. 13 lipca 1901 w Nowym Jorku, zm. 26 marca 1983 w Cape Coral) – amerykański kajakarz, medalista olimpijski.

## Kariera sportowa
Zdobył brązowy medal w wyścigu kajaków jedynek (K-1) na dystansie 10 000 metrów na igrzyskach olimpijskich w 1936 w Berlinie, przegrywając jedynie z Ernstem Krebsem z Niemiec i  Fritzem Landertingerem z Austrii. Na tych samych igrzyskach zajął 4. miejsce w wyścigu jedynek na 1000 metrów i odpadł w eliminacjach wyścigu dwójek (K-2) na 1000 metrów (jego partnerem był Burr Folks).
Na kolejnych igrzyskach olimpijskich w 1948 w Londynie zajął 12. miejsce w wyścigu jedynek na 10 000 metrów.
Zdobył 33 tytuły mistrza Stanów Zjednoczonych, głównie w konkurencji kajaków, ale także kanadyjek